# Geringswalde
Geringswalde är en tysk småstad i distriktet (Landkreis) Mittelsachsen i förbundslandet Sachsen. Förutom staden ingår flera mindre orter i kommunen. Staden ligger nordöst om Rochlitz vid förbundsvägen B175.

## Historia
1233 inrättades ett kloster i Geringswalde och i den tillhörande urkunden berättades att det fanns en borgruin och en förstörd ort på plats. Däremot finns inga uppgifter vad som hade ödelagt samhället. Enligt urkunden fanns redan den stora dammen som ligger i staden.
Staden var länge ett centrum för produktionen av linnetyg. Tidvis var 250 vävare ansluten till stadens skråväsen. Under 1800-talet fick en manufaktur som framställde smycken överregional betydelse. Sedan andra världskriget är det främst verktygsmaskin och verktyg som produceras i staden.
1949 införlivades närliggande byarna Hilmsdorf och Klostergeringswalde med staden, Altgeringswalde anslöt sig 1994, och 1999 införlivades Aitzendorf (med Dittmannsdorf), Arras och Holzhausen (med Hoyersdorf och Neuwallwitz).

## Sevärdheter[6]
- Rådhuset från 1905
- Martin-Luther-kyrka från 1890
- König-Friedrich-August-Turm (utsiktstorn norr om staden) från 1907
- Milsten från 1727

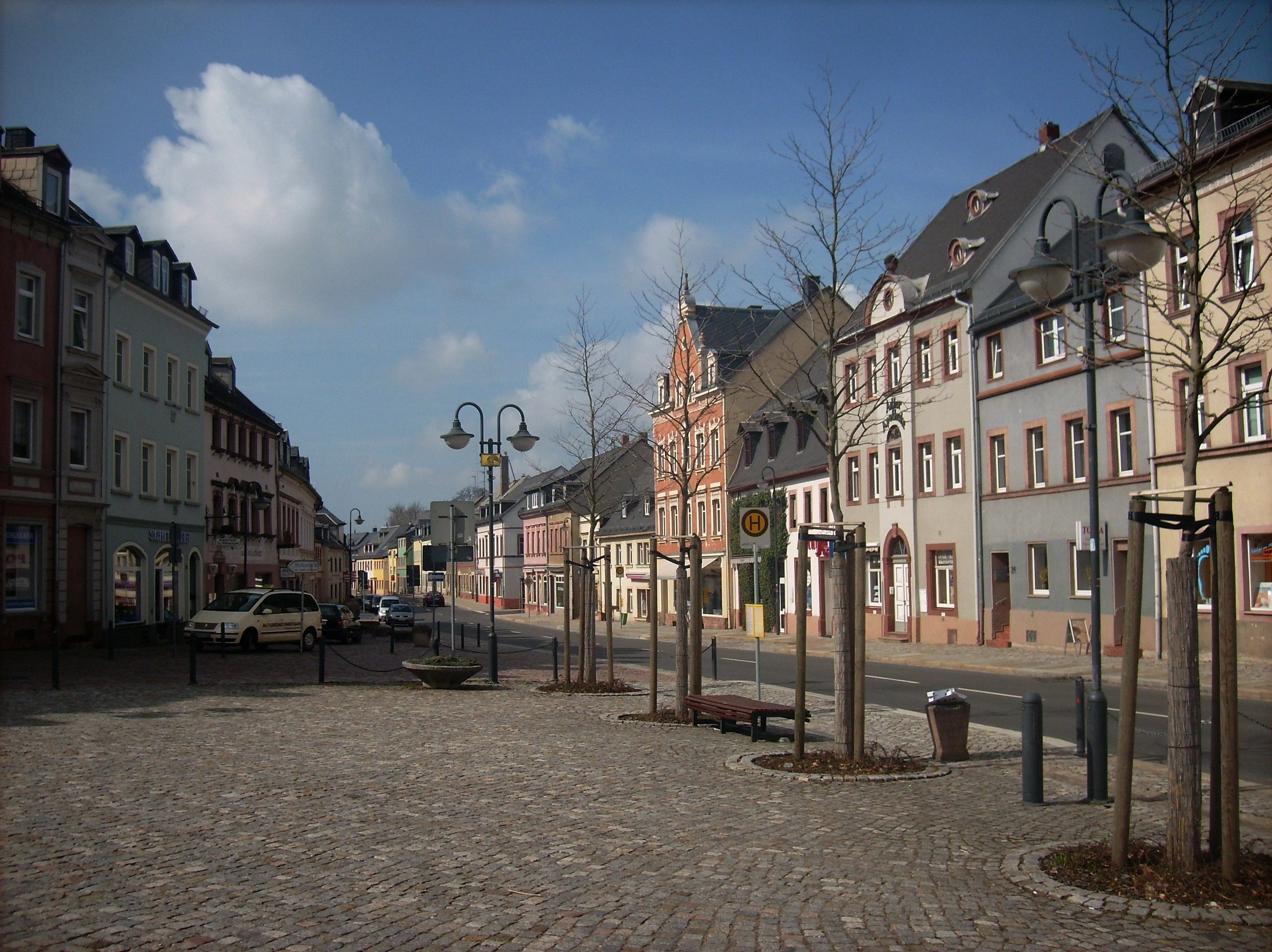
Torg i stadens centrum.
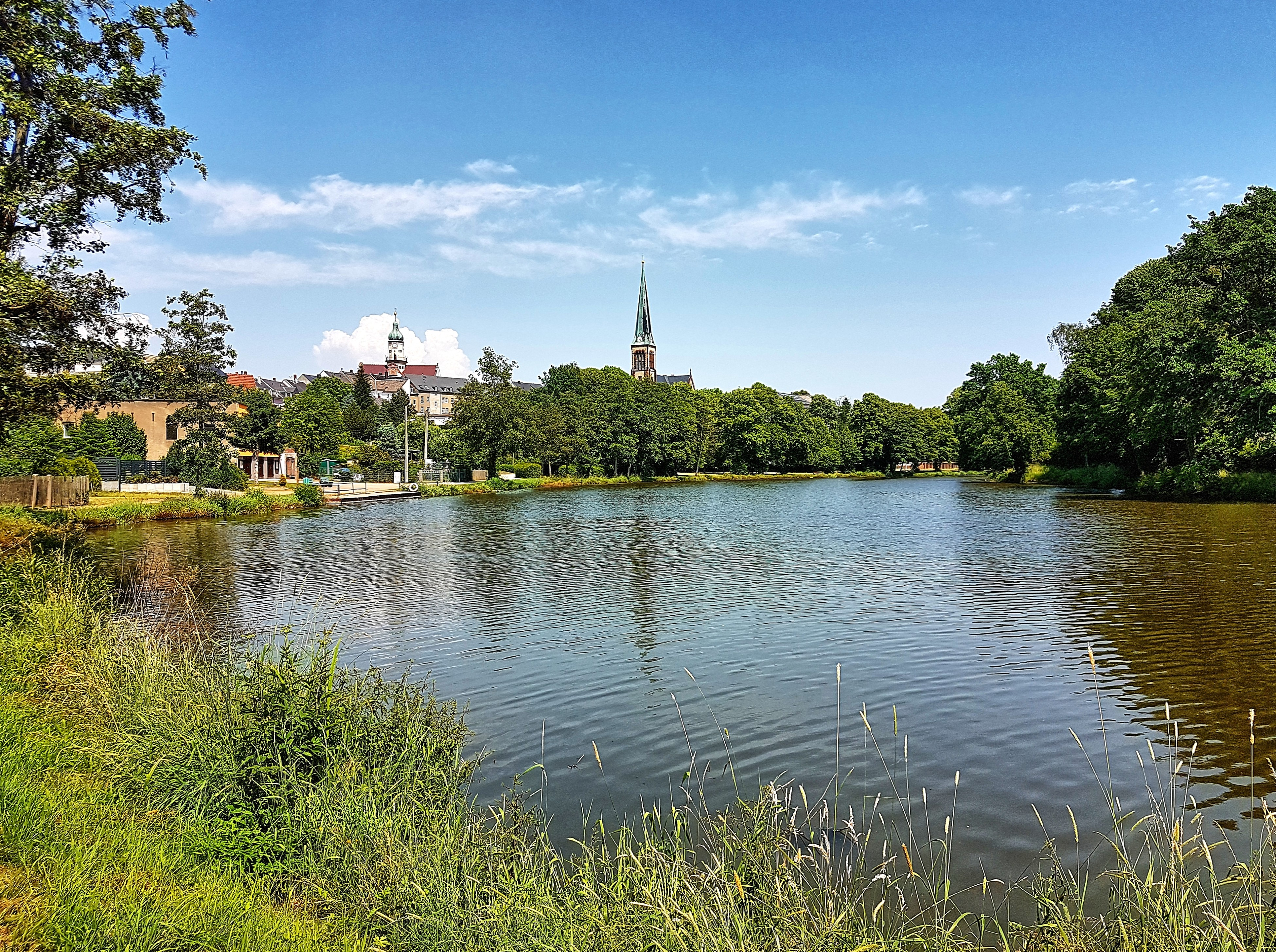
Den stora dammen.
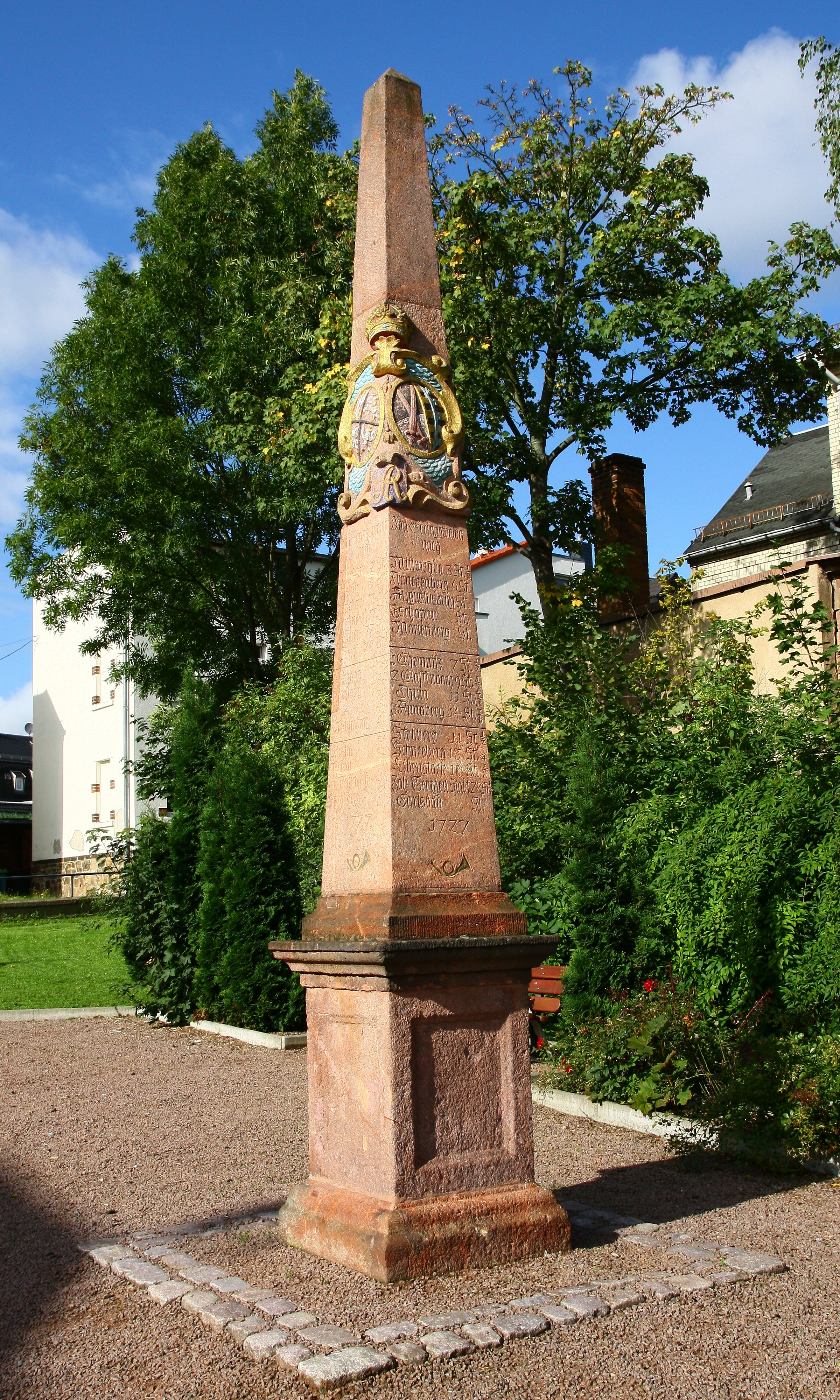
Stadens milsten.